# Bruno Salmiala

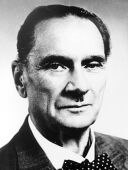
Bruno Salmiala.

Bruno Aleksander Salmiala (till 1935 Sundström), född 24 augusti 1890 i Sankt Petersburg, Kejsardömet Ryssland, död 4 september 1981 i Helsingfors, var en finländsk jurist och politiker. 
Salmiala juris utriusque doktor 1924, var adjunkt i process- och straffrätt 1925–1927 och professor i straffrätt vid Helsingfors universitet 1927–1959. Han var 1932 en av det högerextremistiska partiet Fosterländska folkrörelsens grundare och vilket han representerade i Finlands riksdag 1933–1945. Han gjorde vid sidan av Vilho Annala en insats för att hålla partiet inom lagens ram. Salmiala organiserade som sekreterare i Finlands advokatförbund 1920–1957 det finländska advokatväsendet och den finländska advokatkåren. Som vetenskapsman gjorde han en viktig insats genom sina kommentarer till Högsta domstolens utslag (främst i advokatförbundets tidskrift Defensor legis).